# P.S. I Love You (film)
P.S. I Love You is een Amerikaanse dramafilm-romantische komedie uit 2007. Regisseur Richard LaGravenese verfilmde hiervoor het gelijknamige boek van Cecelia Ahern. Hoofdrolspeelster Hilary Swank won voor haar rol de publieksprijs op de Irish Film and Television Awards.

## Inhoud

### Proloog
De kijker maakt kennis met de serieuze Holly en de Ierse levensgenieter Gerry. Ze staan op het punt om naar bed te gaan en hebben nog een discussie over hoe de toekomst eruit gaat zien. Hoewel het gesprek ontaardt in een flink meningsverschil, wordt dit al net zo snel opgelost als het ontstond. Holly en Gerry zijn inmiddels negen jaar samen en nog steeds dolverliefd op elkaar, hoewel haar moeder Patricia altijd tegen de relatie is geweest, omdat ze Gerry niet mag noch vertrouwt. Het stel is ervan overtuigd dat ze elkaar eeuwig trouw blijven.

### Verhaal
Wanneer na de proloog de begintitels uit beeld verdwijnen, gaat de film verder op de begrafenis van Gerry. Hij is overleden aan een hersentumor. Holly's leven is ingestort. Hoewel haar vriendin Sharon, Sharons echtgenoot John en haar beste vriendin Denise haar proberen op te peppen, sluit Holly zich op in haar huis en vermijdt wekenlang alle contact met de buitenwereld.
Holly verwaarloost haar huis en haard en is dan ook totaal onvoorbereid wanneer haar familie en vrienden op zeker moment samen voor de deur staan. Het is haar dertigste verjaardag en ze komen haar dwingen om dit te vieren, in de hoop dat ze toch haar leven weer oppakt. De grootste verrassing komt niettemin in de vorm van een verjaardagskaart die afkomstig blijkt van Gerry. Hij blijkt in de periode voor zijn sterven een heel traject te hebben bedacht voor Holly's leven na zijn overlijden. Naast felicitaties, staat op de kaart de belofte dat wanneer ze telkens Gerry's aanwijzingen volgt er nog talloze berichten van hem zullen volgen.
Onderwijl dat Holly gretig op Gerry's instructies ingaat – en daarmee zijn nagedachtenis springlevend houdt – raakt ze bevriend met de barman Daniel. Deze kent naar eigen zeggen geen remmingen wanneer hij praat en is blind voor sociale hints, 'maar heeft daar tegenwoordig medicijnen voor'. Niettemin zegt hij alles wat hij normaal niet geacht wordt te zeggen en zou daarmee voor heel wat pijnlijke situaties zorgen, als Holly geen begrip had voor zijn ongeremdheid. Daniel is sinds een tijd ook alleen, omdat zijn vriendin hem meldde dat hij de ideale partner was geweest als hij een vrouw was en er nu met een vrouw vandoor is.

## Rolverdeling
- Hilary Swank - Holly
- Gerard Butler - Gerry
- Lisa Kudrow - Denise
- Gina Gershon - Sharon
- James Marsters - John
- Kathy Bates - Patricia
- Harry Connick jr. - Daniel
- Nellie McKay - Ciara
- Jeffrey Dean Morgan - William
- Christopher Whalen - George
- Dean Winters - Tom

## Trivia
- Wanneer Holly overweegt wat ze met de rest van haar leven gaat doen, komt de optie Vampire Slayer ('vampierendoder') gekscherend voorbij. Bijrolspeler James Marsters speelde jarenlang Spike in de televisieserie Buffy the Vampire Slayer.